# StarCraft: Ghost
StarCraft : Ghost est un jeu vidéo d’action et d’infiltration en vue à la troisième personne se déroulant dans l’univers de science-fiction de StarCraft et développé par Blizzard Entertainment. Le jeu est annoncé en 2002 et est au départ développé par Nihilistic Software pour les consoles GameCube, Xbox et PlayStation 2. En 2004, Nihilistic Software cède cependant le développement de StarCraft : Ghost à Swingin' Ape Studios qui est ensuite racheté par Blizzard Entertainment en 2005. Une nouvelle date de sortie est alors annoncé lors de l’Electronic Entertainment Expo aux dépens de la version GameCube qui est annulée pour son manque de possibilité concernant le jeu en ligne.
La sortie du jeu est une nouvelle fois reportée avant d’être définitivement annulée par Blizzard Entertainment en mars 2006, le studio affirmant alors réfléchir à la possibilité de porter le jeu sur les consoles de septième génération. Depuis, les informations fournies par Blizzard Entertainment concernant StarCraft : Ghost ne permettent pas de déterminer si le développement du jeu reprendra ou si les éléments de son scénario seront repris dans d’autres jeux. Bien que Blizzard Entertainment ne l'a jamais présenté comme tel, plusieurs sites spécialisés comme IGN et GameSpot considèrent aujourd’hui le jeu comme annulé.
Contrairement à son prédécesseur, le jeu de stratégie en temps réel StarCraft, StarCraft : Ghost est un jeu de tir à la troisième personne donnant aux joueurs la possibilité d’avoir un point de vue plus personnel sur l’univers de StarCraft. Le joueur y suit Nova, un agent d’espionnage Terran, dans une aventure se déroulant quatre ans après la conclusion de StarCraft : Brood War dans laquelle elle enquête sur une conspiration menée par ses supérieurs hiérarchiques au sujet un projet militaire secret. Après le report du jeu, peu de détails concernant le scénario sont révélés par Blizzard Entertainment. Cependant certains éléments de l'intrigue sont repris dans le roman Nova publié en novembre 2006.

## Trame

### Univers
StarCraft : Ghost prend place dans l’univers de science-fiction de StarCraft. L’action de la série se déroule dans une zone de la Voie lactée appelée secteur Koprulu. Les Terrans exilés de la Terre sont gouvernés par un état appelé la Confédération. L'autorité de la confédération est contestée par plusieurs groupes de rebelles.
En décembre 2499, la situation évolue brusquement. Les Protoss, une race extraterrestre, disposant de technologies et de pouvoirs psioniques très avancés, entre en contact avec l’humanité en détruisant une colonie de la Confédération. Les Terrans découvrent alors qu’une seconde race d’extraterrestres, les Zergs, est en train d’envahir plusieurs autres colonies. Les Protoss détruisent uniquement les planètes touchées par cette invasion. Un intense conflit éclate alors. Il culmine à la fin du jeu StarCraft lorsque le Maître-esprit zerg est tué sur Aiur, le monde natal des Protoss.

### Personnage
L’action de StarCraft : Ghost se déroule quatre ans après la conclusion de la campagne de StarCraft : Brood War dans laquelle les Zergs prennent le contrôle du secteur, laissant les forces Protoss et Terrans en ruine. Le jeu suit Nova, une jeune espionne Terran disposant de capacités psioniques. Elle sert le Dominion, l'entité politique qui a succédé à la Confédération. Bien que le jeu ait été abandonné, l’histoire de Nova est connue par le roman Nova écrit par Keith DeCandido. Celui-ci devait à l’origine sortir en même temps que le jeu mais est finalement publié en 2006 après l’annonce de l’arrêt du développement de StarCraft : Ghost. Dans le roman, Nova est une jeune fille de quinze ans appartenant à une des familles dirigeantes de la Confédération. Elle dispose d’un certain potentiel psioniques mais est tenue à l’écart du programme de formation des espions « Fantômes »  de la Confédération du fait des relations de son père. Durant des événements décrits dans le jeu StarCraft, la Confédération est renversée et la famille de Nova est tuée par les rebelles. Celle-ci perd alors le contrôle de son esprit et tue accidentellement trois cents personnes. Elle s’enfuit alors de chez elle mais bien vite, elle se retrouve forcée de travailler pour une organisation criminelle puis est sauvée par un agent confédéré qui enquête sur sa disparition.

### Scénario
Peu de détails ont été révélés au sujet du scénario de StarCraft : Ghost en dehors de l’histoire de Nova. Sous les ordres de l’empereur Arcturus Mengsk, le Dominion a retrouvé une certaine puissance et dispose maintenant de troupe formées à combattre les Zergs. Pour améliorer l’efficacité de celles-ci, Arcturus Mengsk lance un projet de recherche secret appelé « Projet : Lame de l’Ombre » dont il confie de bon déroulement à son bras droit, le général Horace Warfield. Dans ce programme, un gaz expérimental et potentiellement mortel appelé terrazine est utilisé pour améliorer la structure génétique des « Fantômes » du Dominion transformant ceux-ci en « surhomme dont la raison de vivre est l’exécution des ordres de leur maitre ». C’est dans ce contexte que Nova termine sa formation avant d’être envoyé en opération contre le Front de Libération de Koprulu, un groupe rebelle à l’autorité de Mengsk. Durant cette mission, Nova découvre l’existence du projet secret, la poussant à remettre en question sa loyauté au Dominion.

## Système de jeu

### Mode solo
Dans StarCraft : Ghost, Nova, le personnage contrôlé par le joueur, doit se déplacer furtivement pour atteindre ses objectifs sans se faire repérer. Elle dispose pour cela d’un système d’invisibilité pouvant être activé temporairement. Nova est également équipée de lunettes de détection infrarouge et d’une arme spéciale appelée EMP permettant de désactiver les systèmes électroniques.
Le jeu inclus également un système de combat complexe, Nova disposant d’un arsenal limité d’armes incluant un fusil d’assaut, un fusil à lunette, des grenades ou un lance-flammes. Nova peut également combattre au corps à corps ce qui lui permet d’éliminer des ennemis discrètement. Grâce à son agilité, elle est également capable d’escalader des parois ou de glisser sur des rampes. Le joueur a accès aux pouvoirs psioniques de Nova lui permettant par exemple d’augmenter sa vitesse ou d’améliorer ses réflexes. De nombreux véhicules de StarCraft et de StarCraft : Brood War sont présents dans StarCraft : Ghost. Certains comme le croiseur jouent simplement un rôle de support, d’autres comme la moto ou le tank peuvent être pilotés par le joueur.

### Mode multijoueur
Le mode multijoueur de StarCraft : Ghost est différent du mode de jeu de la campagne solo et tend à donner au joueur une vue plus personnelle des batailles du jeu StarCraft. Le mode multijoueur inclus ainsi plusieurs sortes de jeu en équipe, structurés autour d’un système de classe de personnage.
Dans chaque mode de jeu, les équipes ont accès à quatre classes de personnages Terrans : Infanterie légère, marine, flammeur et fantôme. La première n’a qu’une armure légère mais dispose d’un large panel d’armes.  Le marine possède une armure lourde mais n’est équipé que d’un fusil d’assaut et de grenades. Le flammeur est un combattant lourdement armé disposant d’un lance-flammes et de roquettes de napalm. Enfin, le fantôme est une variation du personnage de Nova équipé de son système d’invisibilité, de sa vision thermique, de son EMP et de son fusil à lunette. Il ne dispose en revanche pas de ses capacités psioniques.
Le jeu inclus plusieurs des modes classiques des jeux de tir à la première personne multijoueurs comme le match à mort ou le capturez le drapeau. Sont également présents deux modes de jeux spécifiquement créés pour l’univers de StarCraft. Le premier appelé « conflit mobile » demande à deux équipes de se battre pour le contrôle d’une usine militaire mobile. En utilisant des véhicules, chaque équipe doit aborder le bâtiment puis prendre le contrôle de sa salle des commandes pour  amener l’usine jusqu'au point de départ de l’équipe. Le deuxième mode est appelé « invasion ». Il demande aux deux équipes de se battre pour le contrôle de ressources. Quand une équipe contrôle celles-ci, elle gagne des points lui permettant d’acheter des véhicules ou de changer de classe de personnage.

## Développement
Nihilistic Software commence le développement de StarCraft : Ghost en 2001, le jeu devant à l’origine sortir sur les consoles de jeux Xbox, PlayStation 2 et GameCube fin 2003. L’annonce  du jeu est saluée très positivement par la presse spécialisée mais sa sortie est plusieurs fois repoussée avant qu’en 2004, Nihilistic Software arrête de travailler sur le projet. Blizzard Entertainment déclare alors que Nihilistic Software a terminé le travail pour lequel ils sont sous contrat et que le jeu sortira dans les temps. En juillet 2004, Blizzard Entertainment commence sa collaboration avec Swingin' Ape Studios pour le développement de StarCraft : Ghost puis rachète la compagnie en mai 2005. Malgré l’attente des journalistes pour le jeu,, StarCraft : Ghost et à nouveau retardé et sa sortie est repoussée à septembre 2005. Lors de l’Electronic Entertainment Expo de 2005, le jeu est officiellement annoncé pour la deuxième fois mais la version sur GameCube est annulée par Swingin' Ape Studios car la console est trop ancienne pour accueillir le jeu. La sortie est à nouveau repoussée à 2006. Malgré les efforts Swingin' Ape Studios, StarCraft : Ghost n’est pas prêt à la date prévue et en mars 2006, Blizzard Entertainment annonce que le développement du jeu est indéfiniment suspendu, la compagnie déclarant vouloir explorer de nouvelles options visant à exploiter les consoles de septième génération. Malgré un développement à rallonge, le site IGN explique que le jeu reste prometteur.
En complément du travail réalisé par Nihilistic et Swingin Ape Studios, l’équipe responsable des cinématiques chez Blizzard à créer les scènes destinées à la campagne solo du jeu. L’équipe qui compte à l’origine six personnes s’élargit à vingt-cinq. Ils utilisent de nouveaux matériels, de nouveaux logiciels et des nouvelles techniques pour créer des cinématiques de meilleure qualité que celles de StarCraft et de Brood War. La bande annonce du jeu, composée du travail réalisé par cette équipe, est diffusée en août 2005.
Depuis l’annonce de l'arrêt de StarCraft : Ghost, Blizzard Entertainment révèle sporadiquement des informations concernant le jeu. Lors de la conférence BlizzCon de 2007, le créateur de la série StarCraft, Chris Metzen, explique que des éléments du scénario de StarCraft : Ghost pourraient être inclus dans le jeu StarCraft II: Wings of Liberty. Ainsi, Nova apparaît dans une mission du jeu dans laquelle le joueur peut choisir de s’allier avec elle ou de la combattre. Metzen ajoute qu’il considère que StarCraft : Ghost a un excellent scénario qui pourrait être développé dans un futur roman. En juin 2007, Rob Pardo, un des développeurs en chef de Blizzard Entertainment, fait part de l’envie de l’équipe de finir le jeu. Plus tard dans une interview, Pardo explique que Blizzard a été très persévérant avec StarCraft : Ghost mais qu’ils n’ont pas été capables de réaliser le jeu qu’ils voulaient. Le président de Blizzard Entertainment, Michael Morhaime, et Rob Pardo présentent un historique de la compagnie au rassemblement annuel des développeurs de jeux vidéo D.I.C.E. Summit en février 2008. Pendant la présentation, ils listent les jeux annulés par Blizzard, liste qui ne mentionne pas StarCraft : Ghost. À ce sujet, un des cofondateurs de Blizzard, Frank Pearce explique que le titre n’a techniquement jamais été annulé mais qu’il n’était pas une priorité de la compagnie. Malgré les annonces de Blizzard, de nombreux journalistes spécialisés considèrent le jeu comme annulé,,.

## Produits dérivés
Bien que le développement soit abandonné en mars 2006, le roman de Keith DeCandido StarCraft Ghost : Nova est publié quelques mois plus tard en novembre 2006. Un deuxième roman est publié sous le nom de StarCraft Ghost : Spectres. Il est écrit par Nate Kenyon. StarCraft : Ghost a également inspiré une série de trois comics appelée StarCraft : Ghost Academy en 2010 et 2011.

### Romans
- Keith DeCandido, StarCraft Ghost : Nova, Panini Books, coll. « Books », décembre 2010,  (ISBN 978-2809414721) ;
- (en) Nate Kenyon, StarCraft Ghost: Spectres, Pocket Star Books, septembre 2011  (ISBN 978-1439109380).

### Comics
- (en) Keith R.A. DeCandido et Al., StarCraft: Ghost Academy Volume 1, TokyoPop, 1er janvier 2010,  (ISBN 978-1427816122) ;
- (en) David Gerrold et Al., StarCraft: Ghost Academy Volume 2, TokyoPop, 10 août 2010,  (ISBN 978-1427816139) ;
- (en) David Gerrold et Al., StarCraft: Ghost Academy Volume 3, TokyoPop, 8 mars 2011,  (ISBN 978-1427816146).

## Sources
- (en) Cet article est partiellement ou en totalité issu de l’article de Wikipédia en anglais intitulé « StarCraft : Ghost » (voir la liste des auteurs).